# جونی ماگالون
جونی ماگالون (انگلیسی: Jonny Magallón؛ زادهٔ ۲۱ نوامبر ۱۹۸۱) یک بازیکن فوتبال اهل مکزیک است.
وی همچنین در تیم ملی فوتبال مکزیک بازی کرده‌است.